# Festival international du court métrage d'Oberhausen
Le Festival international du court métrage d'Oberhausen (en allemand : Internationale Kurzfilmtage Oberhausen) est un festival de cinéma se déroulant à Oberhausen, en Allemagne. Il se déroule chaque année fin avril.

## Palmarès
- Grand Prix 2016 : Venusia de Louise Carrin